# Sean Astin
Sean Patrick Astin  (25. veljače 1971.), američki glumac, redatelj, glasovni glumac.

Rođen je u kalifornijskom gradu Santa Monica, od majke glumice, oskarovke Patty Duke i pisca i glazbenog promotora Michaela Tella, koji je 1970. bio 13 dana u braku s njegovom majkom.
Kada mu se majka kasnije udala za glumca Johna Astina, on ga je posvojio i dao mu prezime.
Ima polubrata Mackenzia, koji je također glumac. Iako su mu se majka i očuh rastavili, uvijek je govorio kako Johna smatra svojim "pravim" ocem.
Stekao je glumačko obrazovanje na prestižnim institucijama.
Počeo je glumiti vrlo rano, pojavivši se u kratkom filmu "Molim te ne tuci me,mama", kao dijete nasilne majke, koju je glumila njegova majka iz stvarnog života.
S 13 godina debitira na velikom ekranu, kao Mikey Walsh u filmu Richarda Donnera "Goonies".
Nakon toga nastavlja snimati filmove, posebice 1993. športsku dramu Rudy.
Međutim, priznanje, slavu i besmrtnost donio mu je lik Samwisea Gamgeea iz trilogije Gospodar prstenova redatelja Petera Jacksona. Za sjajnu ulogu pobrao je niz priznanja, postavši vrlo dobar i blizak prijatelj s ostatkom glumačke ekipe, posebice s Elijahom Woodom koji glumi Froda.

Poslije trilogije nastavio se poajvljivati u serijama i filmovima: 24, NCIS, Zakon i red i slično.
Trenutno daje glas kornjači Rafaelu u animiranom filmu o Ninja kornjačama.
Od debija do danas pojavio se u 60-ak filmskih uloga.
Recentan rad uključuje film iz 2014. Dečki iz Abu Ghraiba koji govori o zlodjelima u tom iračkom zatvoru 2004.godine.
U seriji Stranger Things je 2017. glumio Bob Newbya. Kada je riječ o politici, Sean podržava Demokratsku stranku. Podupirao je kandidate Johna Kerryja, i Hillary Clinton.
Kada je o vjeri riječ, on je protestant, točnije prezbiterijanac.
Neko vrijeme proučavao je očuhovu inačicu budizma. Majka mu je katolkinja, a otac Židov.
Od 1992. godine sretno je oženjen suprugom Christine i ima tri kćeri.

## Vanjske poveznice
- Službene stranice
- Sean Astin u internetskoj bazi filmova IMDb-u (engl.)
- Sean Astin na AllMovie